# نووپوچکاکوو
نووپوچکاکوو (انگلیسی: Novopuchkakovo) یک شهرک در شهرستان چکماگوشفسکی استان باشقیرستان کشور روسیه است.